# Trudestra hadeniformis
Trudestra hadeniformis là một loài bướm đêm trong họ Noctuidae. Loài này được Smith miêu tả khoa học lần đầu tiên năm 1894.